# Crayola
Crayola es una marca de crayones y otros productos para uso escolar. Originalmente fueron fabricados por Binney & Smith, hoy Crayola LLC. La empresa fue una de las primeras en producir herramientas artísticas no tóxicas, lo cual la hizo inmensamente popular en Estados Unidos, Canadá, Australia, Reino Unido y toda Sudamérica, llegando inclusive en algunos países a suplantar el nombre de crayón por el de la marca.

## Historia
La compañía fue fundada en Nueva York en 1885 como Binney & Smith por los primos Edwin Binney y C. Harold Smith. Los primeros productos fabricados por los primos fueron colorantes para uso industrial, incluyendo pigmentos de óxido rojo y carbón para darle su distintivo color negro a las llantas de los automóviles.

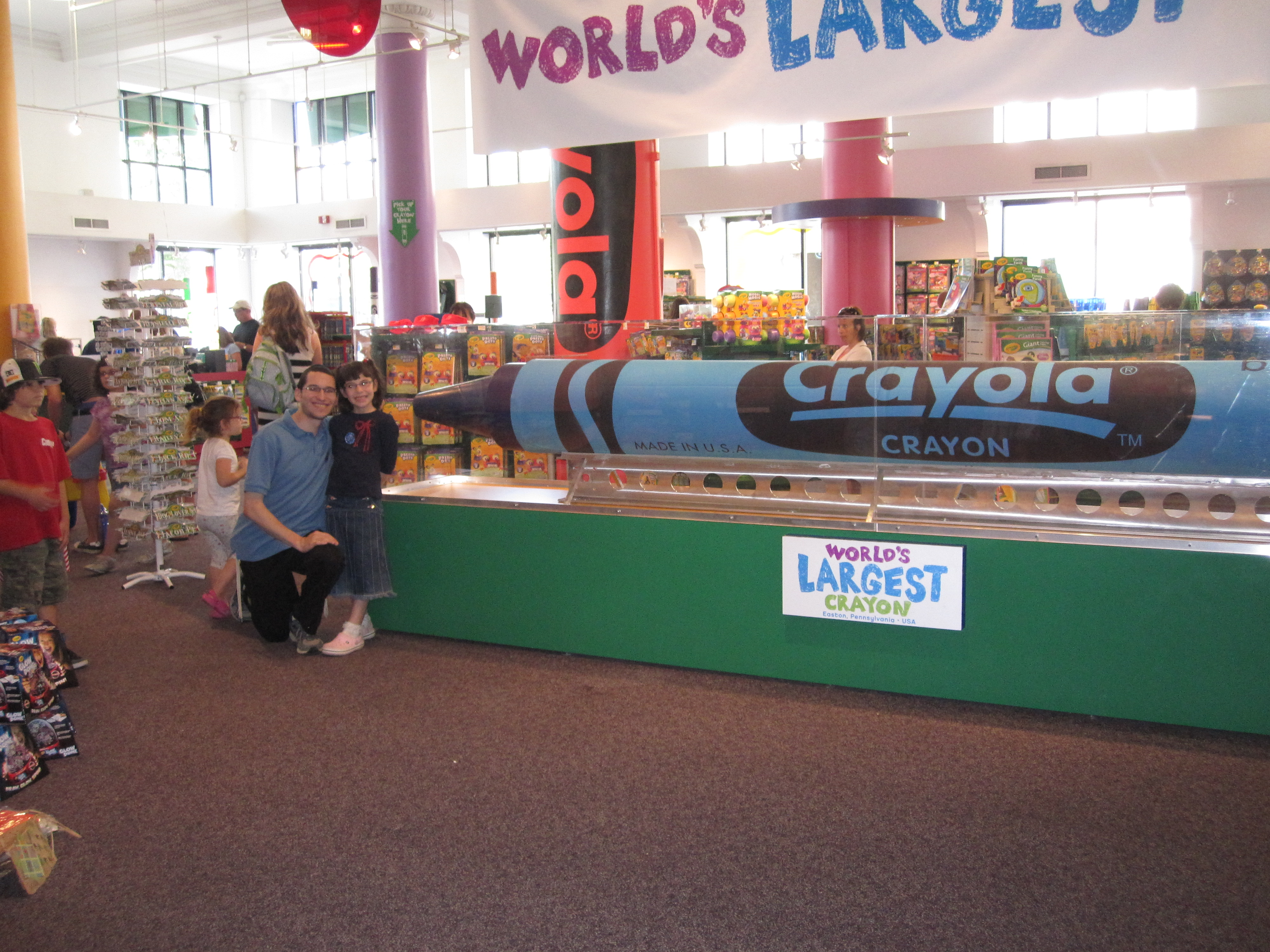
La tienda de Crayola

En 1900, la empresa añadió a su paleta de productos lápices para pizarrón, lo que los llevó a experimentar con materiales industriales como cemento, pizarra y talco. Gracias a estos experimentos lograron inventar la primera tiza blanca inodora, con la cual ganaron la medalla de oro de la Feria Mundial de San Luis Misuri 1902.[cita requerida]
En 1903, Binney & Smith inventó los primeros crayones aptos para niños, los cuales los vendió bajo el nombre de «Crayola». Alice Binney, la esposa del fundador y antigua profesora de escuela, fue quien salió con el nombre, el cual proviene del francés craie (‘tiza’) y ola (‘oleaginosa’). Los crayones de ese entonces estaban hechos de cera, con colores opacos y se usaban principalmente en la industria.
La empresa ha sido desde 1984 una subsidiaria de Hallmark Cards y, en 2007, cambió definitivamente su nombre a «Crayola», después de declarar que la marca «Crayola» es reconocida en más de 80 países y en el 99 % de los hogares estadounidenses.[cita requerida]

## Impacto cultural
Un estudio de la Universidad Yale sobre el reconocimiento del olor descubrió que el aroma de los crayones es uno de olores mejor reconocidos por los adultos, clasificando los crayones de Crayola en el lugar 18, más reconocible que el queso (rango diecinueve) y la lejía (rango veinte), pero no más reconocible que café (rango uno) y mantequilla de maní (rango dos).
El Museo Nacional de Historia Estadounidense tiene una colección de crayones. La colección empezó con un donativo de Binney & Smith en 1998, que consistía en 64 crayones, pero actualmente la colección se compone de más de 300 cajas de crayones.

## Oficinas
Las oficinas principales de Crayola se encuentras en Easton, Pensilvania y el Crayola Factory, a poca distancia de la planta principal, se encuentra abierta para niños de todas las edades. El museo interactivo permite observar el proceso de producción de los crayones y además hay un «salón de la fama» con colores entrenados.[cita requerida]

## Colores

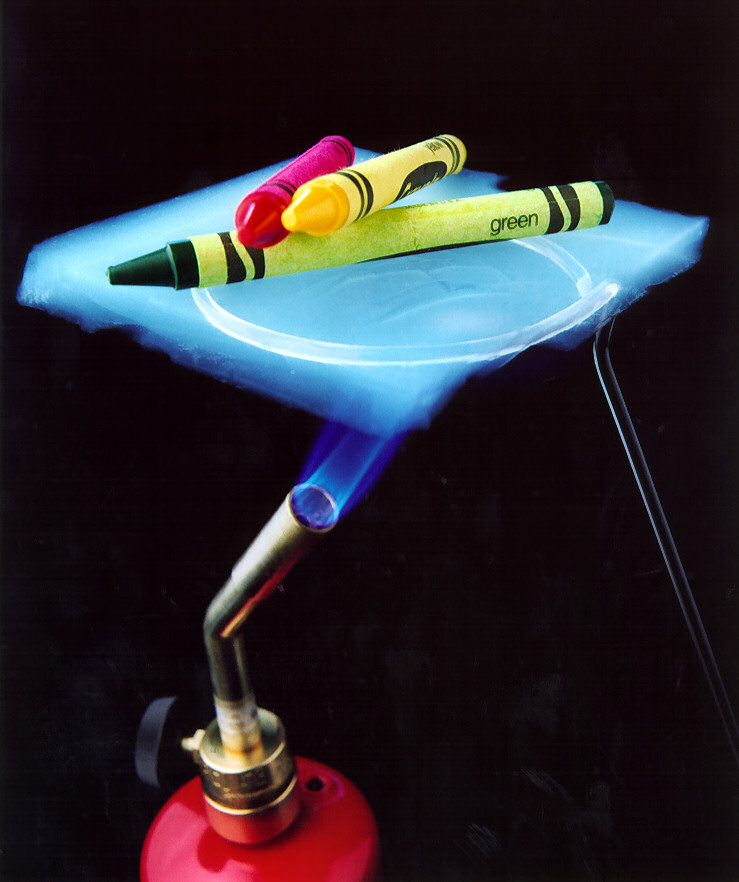
Aerogel

Los crayones de la empresa Crayola se venden en una gran variedad de versiones, en cajas de 2, 100 y hasta 800 crayones, las cuales a veces incluyen también crayones con «efectos especiales», tales como brillo, color visible en la oscuridad, neón, etc. Los tamaños más comunes son aquellos múltiplos de ocho: 16, 24, 32, 48, 64, 72, 80, 96 y 120 por caja con crayones de colores diferentes. Esto hace que la cantidad de colores fabricados sea inmensa y los nombres para los colores son por lo general muy creativos y objeto de culto entre algunos niños y adultos. El color más popular es el azul, el cual es producido en seis tonalidades diferentes además de los colores primarios secundarios y terciarios.
La siguiente tabla muestra los colores incluidos en las cajas de 8, 16 y 24 crayones:
| Caja de 8 (desde 1903) | Caja de 8 (desde 1903) | Caja de 16 (desde 1930) | Caja de 16 (desde 1930) | Caja de 24 pack (desde 2017) | Caja de 24 pack (desde 2017) |
| ---------------------- | ---------------------- | ----------------------- | ----------------------- | ---------------------------- | ---------------------------- |
| · Rojo                 | · Naranja              | · Rosa clavel           | · Naranja rojizo        | · Rojo violeta               | · Escarlata                  |
| · Amarillo             | · Verde                | · Naranja amarillo      | · Verde amarillo        | · Amarillo verde             |                              |
| · Azul                 | · Violeta              | · Verde azulado         | · Violeta azulado       | · Cerúleo                    | · Índigo                     |
| · Marrón               | · Negro                | · Violeta rojizo        | Blanco                  | · Albaricoque                | · Gris                       |

## Marcas
- Color Wonder
- Silly Putty

## Juguetes

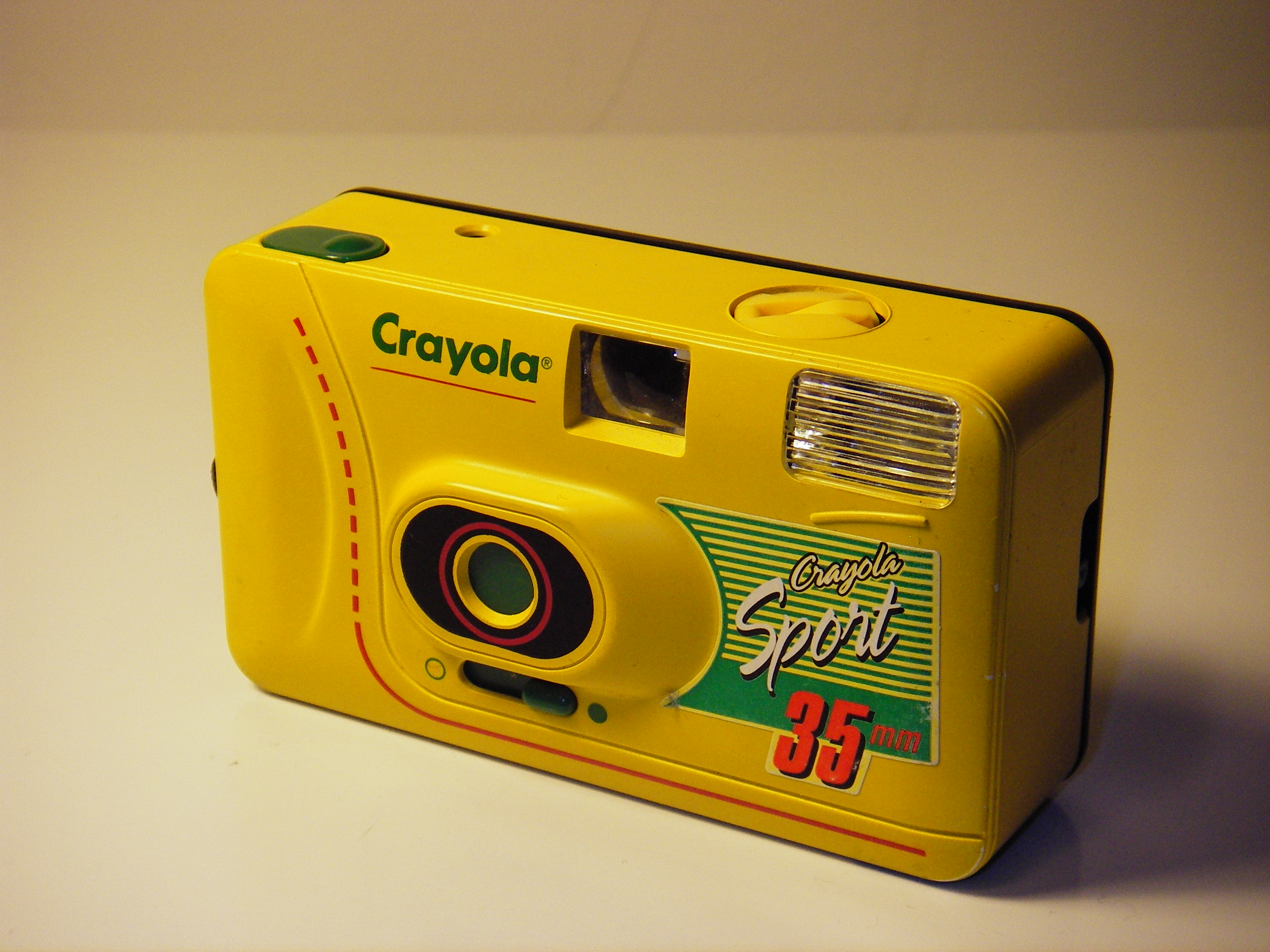
Cámara de Crayola

- Crayola Sport 35mm
- Crayola Flash 110
- Crayola MarkerMaker
- Crayola PaintMaker
- Crayola Aerografiti